# Riffbildner
Riffbildner sind festsitzende (sessile) Tier- oder Pflanzenarten, die einzeln oder als Teil einer Lebensgemeinschaft (Biozönose) auf dem flachen Meeresboden eines Schelfmeers Riffe aufbauen. Diese Riffe bestehen aus biogen ausgefälltem Calciumcarbonat und werden daher biogene Riffe genannt. Wichtigste Riffbildner in den rezenten Weltmeeren sind Korallenarten, die ein Korallenriff aufbauen. Die riffbildenden Korallenarten werden mit dem Fachausdruck hermatypisch bezeichnet. Im Lauf der Erdgeschichte hat es aber zahlreiche andere riffbildende Organismen gegeben. Der von ihnen gebildete Riffkalk (in Deutschland auch Massenkalk genannt) ist ein bedeutsames Sedimentgestein.
Viele Riffbildner waren in vergangenen Erdzeitaltern extrem erfolgreich und beinahe weltweit mit Massenvorkommen verbreitet, sind dann aber bei einem Massen-Aussterbeereignis ausgestorben, so dass es über längere Zeiträume der Erdgeschichte keine oder nur ganz geringe Riffbildung gab. Nach der Erholung wurden sie oft durch völlig andere Arten und Lebensgemeinschaften abgelöst.

## Grundlagen
Biogene Riffe sind definiert als kalkige biogene Ablagerungen, die durch festsitzende (sessile) Organismen am Ort ihres Lebens aufgebaut worden sind. Sie verdanken also ihre Existenz einem Vorgang der Biomineralisation. Dabei sind bei den Riffbildnern zwei Prozesse unterscheidbar: bei der „biologisch induzierten Biomineralisation“ schaffen die Organismen ein chemisches Milieu, in dem Calciumcarbonat dann spontan ausfällt. Die gebildeten Kristalle unterscheiden sich im Prinzip nicht von rein chemisch ausgefälltem Kalk. Die Organismen haben also keine besondere Kontrolle über den Ablauf. Dies ist typisch etwa für riffbildende Prokaryoten (Cyanobakterien) und Kalkalgen. Bei der „biologisch kontrollierten Biomineralisation“ (auch matrix-vermittelte Mineralisation) wird der Kalk, enzymatisch gesteuert, in einer vorher aus Makromolekülen gebildeten organischen Matrix ausgefällt. Dadurch steht die Form unter der Kontrolle des Organismus. So werden etwa die kalkigen Muschelschalen oder Schneckenhäuser gebildet. Bei ausgestorbenen Organismen ist die Art und Weise der Biomineralisation naturgemäß nicht mehr direkt erkennbar und muss aus Indizien erschlossen werden. Aber selbst bei den Kalkgehäusen der rezenten Korallen war lange Zeit umstritten, welches der Modelle besser zutrifft. 
Bereits seit dem 19. Jahrhundert ist bekannt, dass die Kalkbildung der Korallen an bestimmte Zellen, Calicoblasten genannt, gebunden ist, die eine einlagige Zellschicht bilden, die Calicodermis genannt wird. Von ihnen werden Kalknadeln nach außen abgeschieden, die das Skelett des Korallenpolypen aufbauen. Dies geschieht in einem gelartigen extrazellulären Medium, nicht im direkten Kontakt zu den Calicoblasten. Die Ionenkonzentration, etwa der Calcoumionen, steht dabei vermutlich unter der Kontrolle des lebenden Tiers, das gezielt Calcium im Medium anreichert. Der Kohlenstoff wird als Hydrogencarbonat zur Verfügung gestellt, wodurch das Medium bei der Ausfällung angesäuert wird und der pH-Wert vom Korallenpolyp im zuträglichen Bereich gehalten werden muss. Da das Energie benötigt, wird Kalk vor allem tagsüber ausgefällt, wenn die Zooxanthellen der Korallen Energie bereitstellen können. Die Kalkfällung erfolgt selbst in tropischen Flachmeeren, in denen die Korallen leben, nicht spontan. Ein Schlüsselenzym bei der Kalkbildung ist daher eine Carboanhydrase. Da die Kalkbildung daher unter Kontrolle des Organismus und an einer eingelagerten organischen Matrix abläuft, trifft bei den rezenten Korallen vermutlich das Modell der biologisch kontrollierten Biomineralisation zu.
Calciumcarbonat kann aus dem Meerwasser in zwei Formen mit unterschiedlicher Kristallstruktur abgeschieden werden, als Minerale Calcit und Aragonit genannt. Welche Form begünstig ist, hängt ab vom Calciumgehalt des Meerwassers und insbesondere vom Verhältnis von Calcium- zu Magnenesium-Ionen. Bei hohem Magnesium-Anteil fällt spontan, neben magnesiumreichen Calcit, vor allem Aragonit aus. Ist der Magnesiumanteil niedrig, wird Calcit bevorzugt. Der Magnesiumanteil des Meerwassers schwankt dabei über lange Zeiträume (Millionen von Jahren), stark beeinflusst durch die Zufuhr von Magnesium über untermeerischen Vulkanismus. Verfolgt man dies über die Erdzeitalter, können „Calcit-Ozeane“ und „Aragonit-Ozeane“ unterschieden werden. Es zeigt sich, dass im ausgehenden Proterozoikum Aragonit-Ozeane, später dann im Paläozoikum Calcit-Ozeane vorherrschten. Gegen Ende des Karbon änderten sich die Verhältnisse erneut zu aragonitisch, um im Mesozoikum, gegen Ende des Jura nach calcitisch zurückzuschwanken. In der Kreide und im Paläogen waren die Ozeane calcitisch, um sich anschließend nach und nach in Richtung aragonitisch zurück zu entwickeln. Die heutigen Weltmeere sind aragonitisch, rezente riffbildende Korallen scheiden Calciumcarbonat als Aragonit ab. 
Von heutigen biomineralisierenden Meeresorganismen ist bekannt, dass sie für ihre Schalen, Gehäuse oder Hüllen entweder Calcit oder Aragonit klar bevorzugen. Dadurch sind vermutlich in früheren Erdzeitaltern abrupte Änderungen der jeweils dominanten Lebensgemeinschaften ausgelöst worden.